# Giorgio Andrea Agnès des Geneys
Giorgio Andrea Agnès des Geneys (Chiomonte, 29 aprile 1761 – Genova, 8 gennaio 1839) è stato un ammiraglio e generale italiano.

## Biografia

### I primi anni
Giorgio des Geneys nacque a Chiomonte il 29 aprile 1761, figlio di Giovanni Agnès des Geneys, barone di Fenile e Mattie, e della contessa Cristina Boutal di Pinasca. A 12 anni intraprese la carriera militare nella Regia Marina Sarda e venne arruolato quale guardiamarina di 2ª classe e immediatamente destinato alla Sardegna ove la marina sabauda era impiegata per la difesa costiera dalle incursioni dei corsari barbareschi.
Dal 1775 divenne 2º ufficiale del cutter Speditivo col quale combatté per la prima volta sulle coste tunisine dell'area di Biserta ove la flotta sarda si scontrò coi corsari. Nel 1778, dopo i successi ottenuti, venne promosso guardiamarina di 1ª classe per poi essere imbarcato sulla nuova fregata "San Vittorio" con la quale egli portò avanti tre campagne contro i corsari nell'Africa settentrionale.
Nel 1780 Des Geneys si distinse per l'abbordaggio di una nave barbaresca che venne catturata e portata in un porto della regia marina sarda. A ventidue anni, nel 1783 venne promosso dopo un concorso luogotenente di fanteria ed ottenne il comando della mezza galera "Beata Margherita" che venne inviata con altre navi (tra cui la nave gemella "Santa Barbara") in Sardegna per difendere ancora gli abitanti dell'area dalle incursioni dei corsari.
Dopo aver trascorso un breve periodo come capo di stato maggiore sulla "San Vittorio" comandata dal commodoro britannico Ross, Des Geneys tornò sulla Beata Margherita assumendone il controllo e catturando, il 13 luglio 1789 nuove navi tunisine, guadagnandosi tre mesi dopo il rango di aiutante del Viceré di Sardegna.
Dopo aver tentato di respingere l'offensiva della Francia rivoluzionaria, dapprima bloccato nel porto di Genova e poi sulle coste francesi, nel 1792 Des Geneys venne catturato assieme al commodoro britannico Ross per poi essere entrambi liberati nell'agosto del 1795. Nel 1796 Giorgio des Geneys venne nominato comandante di un corpo della Regia Marina Sarda e venne tenuto in riserva.

### La difesa di Oneglia
Dato l'ormai numero esiguo di navi presenti nella marina sarda e l'alto numero di ufficiali della stessa presenti, Des Geneys venne affidato alla fanteria ove già per concorso aveva conseguito un brevetto. Egli venne pertanto nominato governatore della cittadella di Oneglia contro la quale si rivoltarono 7.000 rivoluzionari genovesi che mal tolleravano l'ingerenza piemontese nella Liguria. Des Geneys disponeva solo di 800 uomini di cui 500 soldati francesi e 300 onegliesi volontari, ma riuscì ad avere la meglio e a catturare 300 prigionieri oltre a molti fucili e pezzi d'artiglieria nemici.
Lo sforzo di Des Geneys ad ogni modo fu inutile in quanto quando Napoleone vinse la Battaglia di Marengo, Carlo Emanuele IV di Savoia venne costretto a ritirarsi in Sardegna lasciando che il Piemonte divenisse un dipartimento francese e anche Oneglia venne annessa pertanto alla Francia.

### Ancora guerra ai corsari barbareschi
Ritornato in Sardegna a fianco del re, Giorgio des Geneys si dedicò al servizio marittimo contro i corsari barbareschi ancora una volta, ponendo la propria base sull'isola di La Maddalena. Egli ebbe nel contempo il comando della flotta sarda che aveva il compito di difendere l'isola anche da possibili incursioni francesi. Des Geneys venne nuovamente premiato con l'acquisizione tra il 1804 ed il 1806 di altre navi tunisine catturate negli scontri.
Per i successi ottenuti, nel 1811 Des Geneys venne nominato contrammiraglio e riorganizzò la flotta sarda per quanto lo permettevano le ridotte finanze statali.

### Governatore di Genova
Nel 1814, con la caduta di Napoleone, il Congresso di Vienna restituì il Piemonte ai Savoia e per la fedeltà dimostrata Giorgio des Geneys ottenne subito incarichi di rilievo nella monarchia restaurata. In quello stesso anno, dunque, egli divenne Governatore di Genova, ottenendo nel contempo il grado di Ammiraglio e il comando dell'intera Regia Marina Sarda. Egli procedette subito ad un rapido ammodernamento della flotta producendo 4 nuove imbarcazioni dotate di cannoni più alcune golette veloci.
Nel frattempo egli ricevette il titolo di Presidente Capo del Buon Governo e di Comandante del Corpo (ora Arma dei Carabinieri) (sguarnito dopo la nomina del generale Giuseppe Thaon di Revel di Sant'Andrea, fondatore del Corpo e considerato "comandante supremo", a ispettore generale dell'esercito piemontese) carica che mantenne sino al 13 gennaio 1815.
Nel 1816 egli fondò la Regia Scuola di Marina che aveva il compito di formare adeguatamente nuovi ufficiali e restituire anche alla marina il giusto lustro (attualmente essa coincide con l'Accademia Navale di Livorno).

### La spedizione di Tripoli
Dopo la fine delle guerre napoleoniche, il Regno Unito aveva stabilito forti influenze sulle reggenze dell'Impero ottomano dislocate a Tunisi, Algeri e Tripoli, giungendo a pagare dei tributi per mettere fine alla minaccia delle scorrerie corsare.
Sulla scia di questa riappacificazione, il governo di Torino decise nel 1825 di inviare a Tripoli una delegazione diplomatica che ebbe la scorta dell'ammiraglio Des Geneys. Malgrado questo gli accordi si protrassero ancora a lungo in quanto il Bey di Tripoli non era intenzionato a ridurre il quantitativo di tributo dovuto dalle altre nazioni per collaborare a fermare le incursioni dei corsari. Per rappresaglia, secondo accordi segreti già predisposti, Des Geneys assieme a 250 uomini abbordò e mise a fuoco un brigantino, due golette ed un'altra piccola imbarcazione della flotta del Bey di Tripoli ancorate al porto della città.
Impressionato dal successo dei marinai piemontesi, il Bey decise di cedere alle richieste del Regno di Sardegna.
L'ammiraglio Giorgio des Geneys morì a Genova l'8 gennaio 1839 e venne sepolto nella locale basilica della Santissima Annunziata del Vastato.